# Estrella Abecassis de Laredo
Estrella Abecassís de Laredo (Melilla, España, 7 de febrero de 1940), es una investigadora y académica venezolana en el área de la física de materiales en la Universidad Simón Bolívar (Caracas, Venezuela) donde fue distinguida con el título de Profesora Emérita en el año 2009. 
Fue galardonada con el Premio Nacional de Ciencia, Mención Física, otorgado por el Consejo Nacional para Investigaciones Científicas y Tecnológicas. Se destacan sus trabajos en la Técnica de Corrientes Termo Estimuladas de Polarización y Depolarización para el análisis de materiales. 
Es fundadora de la Sociedad Galileana de la USB y del Laboratorio de Física del Estado Sólido y del Grupo FIMAC, también en la USB. Es miembro de la Asociación Venezolana para el Avance de la Ciencia, de la Sociedad Americana de Física (EE. UU.) y de la Sociedad Europea de Física. Ha sido autora o editora de 33 libros o monografías y ha sido coautora de más de 100 publicaciones arbitradas.

## Biografía
Hija de Nissim Abecassís Essayag y Thamar Carciente Benarroch. En 1957 egresa del Liceo Francés Regnault, Tánger, Marruecos, como bachiller en matemáticas. Obtiene el título de licenciada en física en la Universidad de París en el año 1962 y tres años más tarde obtiene el Ph.D. en cristalografía en la misma institución, gracias a una beca otorgada por el Instituto Venezolano de Investigaciones Científicas.
Se traslada a Venezuela, donde ejerce como Investigadora Asociada en el IVIC entre 1965 y 1973. En 1970 se convierte en Profesora Contratada del Departamento de Física de la Universidad Simón Bolívar, y desde 1975 es Profesora Titular a Dedicación exclusiva de esa casa de estudios. 
En 1996 es receptora del premio Nacional de Ciencias, Mención Física, del IVIC. En 2007 es nombrada Investigadora Emérita por el Sistema de Promoción del Investigador y en 2009 es nombrada profesora emérita de la Universidad Simón Bolívar (USB). Durante sus años en París, se casó con Moses Laredo Benzaquén, con quien tiene cuatro hijos.

## Trayectoria académica
- Bachiller en Matemáticas. Liceo Francés de Tánger, Marruecos (1957).
- Licenciada en Física. Facultad de Ciencias, Universidad de París, Francia (1962).
- Ph.D. en Cristalografía. Facultad de Ciencias, Universidad de París, Francia (1965).

## Cargos desempeñados
- 1962-1965: Estudiante graduada del Centro de Estudios Nucleares de Saclay (Francia).
- 1965-1973: Investigador Asociado, Departamento de Física, Instituto Venezolano de Investigaciones Científicas, Altos de Pipe (Venezuela).
- 1970-1972: Profesor Contratado a Tiempo Convencional, Departamento de Física, Universidad Simón Bolívar, Caracas (Venezuela).
- 1972-1973: Profesor Asociado a tiempo convencional, Departamento de Física, Universidad Simón Bolívar.
- 1974-1975: Profesor Asociado a Dedicación Exclusiva, Departamento de Física, Universidad Simón Bolívar, Caracas (Venezuela).
- 1975-hoy: Profesor Titular a Dedicación Exclusiva, Departamento de Física, Universidad Simón Bolívar, Caracas (Venezuela).
- 1980-1981: Visiting Scholar, Department of Physics and Astronomy, University of North Carolina en Chapel Hill.

## Premios y honores
- 1982 Premio Andrés Bello al Mejor Trabajo Científico (Mención Ciencias Básicas), de la Asociación de Profesores de la USB.
- 1988 Premio José Francisco Torrealba a la trayectoria científica, de la Asociación de Profesores de la USB.
- 1991 Premio Andrés Bello al Mejor Trabajo Científico (Mención Ciencias Básicas), de la Asociación de Profesores de la USB.
- 1994 Mención Honorífica del Premio al mejor trabajo científico en Física del Consejo Nacional de Investigaciones Científicas y Tecnológicas (CONICIT).
- 1996 Premio Nacional de Ciencias, Mención Física del CONICIT.
- 1998 Nivel I en el Premio Comisión Nacional para el Beneficio Académico (CONABA).
- 1998 Premio Consejo Nacional de Desarrollo de la Educación Superior (CONADES).
- 2000 Nivel I en Premio CONABA.
- 2004 Nivel III en Premio CONABA.
- 2004 Premio Andrés Bello al Mejor Trabajo Científico (Mención Ciencias Aplicadas), de la Asociación de Profesores de la USB.
- 2007 Investigadora Emérita en el Sistema de Promoción del Investigador (SPI).
- 2008 Profesora Emérita de la Universidad Simón Bolívar.

## Otras actividades
- Miembro de la Comisión Clasificadora del Instituto Venezolano de Investigaciones Científicas (1971-1973).
- Fundadora, miembro de la Directiva y Presidente de la Sociedad Galileana de la Universidad Simón Bolívar (1987-2004).
- Directora de la Escuela Latino-Americana de Física (1972, 1976).
- Miembro y Presidente de la Comisión Técnica de Astronomía, Física y Matemáticas del CONICIT (1973-76, 1982-85, 1991-93).
- Representante Profesoral electo al Consejo Académico de la USB (1976-78).
- Miembro de la Comisión Redactora del Programa de Promoción del Investigador designada por CONICIT (1989-90).
- Coordinadora del Simposium de Física de la Materia Condensada (Parte Experimental), Primeras Jornadas Científicas de la USB (1980).
- Delegado Profesoral electa al Consejo Superior de la USB  .(1985-89).